# 의화왕
의화왕(義和王)은 고창국의 국왕이다. 이름은 알 수 없다. 613년에 정변을 일으켜 국백아를 축출하고 국왕이 되었다. 620년에 국백아가 복위했다.